# Miklós Bánffy

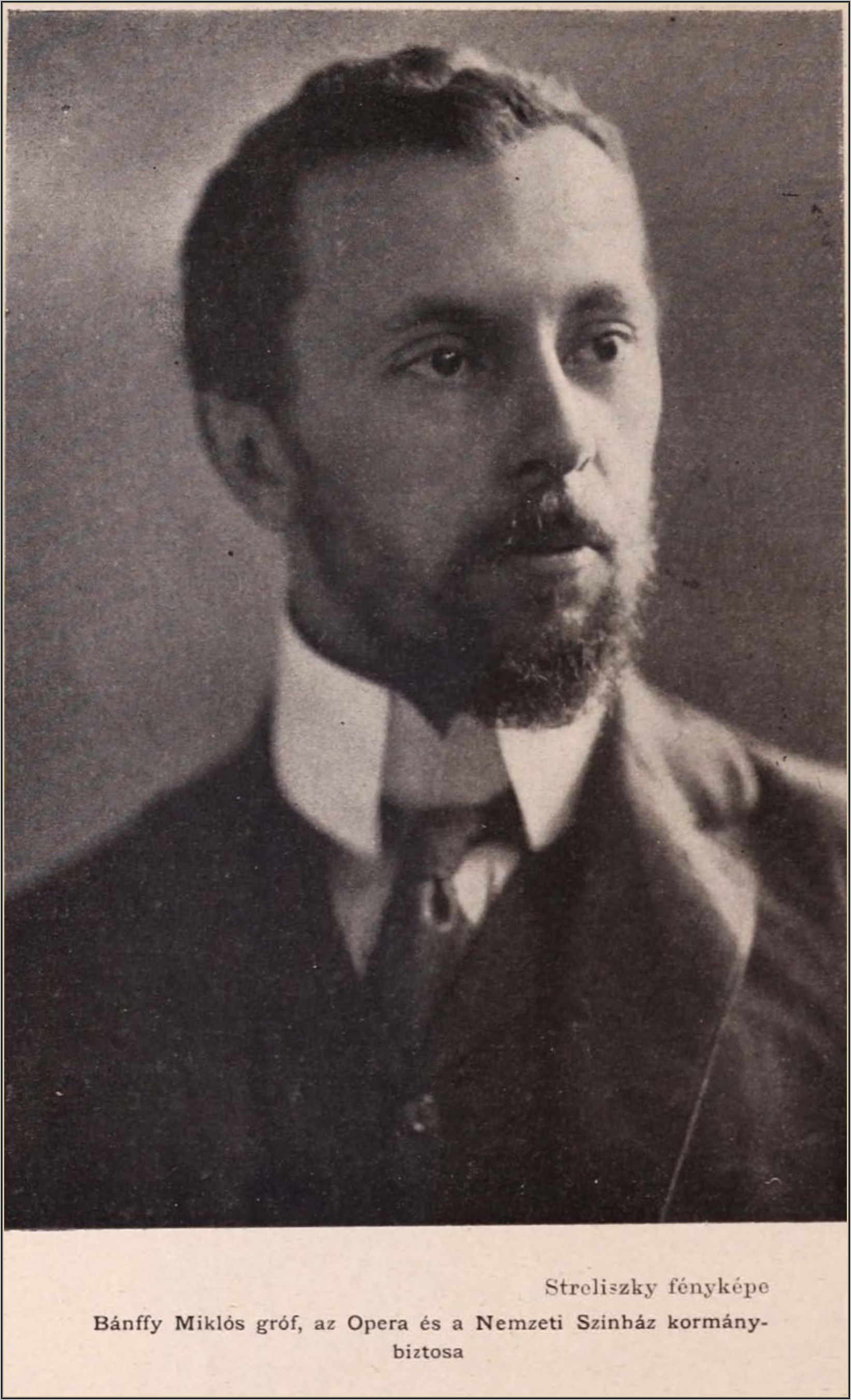
Greve Miklós Bánffy, foto från 1912

Miklós Nikoalus Bánffy, född 30 december 1873 i Kolozsvár i Österrike-Ungern, död 5 juni 1950 i Budapest, var en ungersk greve, teaterchef, politiker och författare.
Bánffy var ledamot av representantkammaren under ett par perioder, först från 1900 till 1906. Därefter verkade han som landshövding i grevskapet Kolosz (Klausenberg) och redaktör för den konservativa tidskriften Erdélyi Lapok. År 1912 blev han direktör och konstnärlig ledare för Ungerska statsoperan och Nationalteatern. Han var utrikesminister 1921–1922, under vilken tid han utverkade Ungerns upptagande i Nationernas förbund. År 1926 återvände han till Transsylvanien, som då kommit att tillhöra Rumänien, och arbetade där som chefredaktör för den liberala tidskriften Erdélyi Helikon.
Han skrev flera dramatiska arbeten, men är mest känd för sin romantrilogi om aristokratin under kejsar Frans Josefs regeringstid, publicerade 1934–1940.